# Сьюзен Фавлер
Сьюзан Дж. Фавлер (англ. Susan J. Fowler; нар. 1 січня 1990) — американська письменниця та інженер програмного забезпечення, відома також своєю роллю впливу на інституційні зміни компанії Uber і, зокрема, в Кремнієвій долині після розслідування справи про сексуальні домагання в компанії. В подальшому цей скандал став сюжетом деяких книг і голлівудських фільмів. Спершу Сьюзан навчалася вдома в сільській Аризоні, згодом вивчала фізику в Пенсильванському університеті. Вона працювала в двох стартап-компаніях перед тим, як приєднатися до Uber наприкінці 2015 року. На початку 2017 року її публікація в блозі про сексуальні домагання в компанії набула широкого розголосу і призвела до витіснення генерального директора Uber. Вона керує науковим книжковим клубом і написала книгу про мікросервіси. Також Фавлер була головним редактором щоквартального видання з обробки платежів компанії Stripe і сьогодні є редактором технологічної частини в The New York Times.

## Дитинство та юність
Сьюзан виховували в сільській місцевості Ярнелл, Аризона, вона була другою з семи дітей. Вона розуміла, що в її освіті було небагато розвитку, тому часто відвідувала бібліотеку і намагалася вчитися самотужки. Порівняльні життєписи Плутарха і стоїцизм спонукали її зосередитися на тих частинах свого життя, які вона могла контролювати. Вона працювала доглядачкою коней і нянею, щоб заробляти гроші для своєї сім'ї. Фавлер склала вступні іспити до ВНЗ без повної середньої освіти і була прийнята з повною стипендією до університету штату Аризона, де вона хотіла займатися астрономією. Проте відсутність освіти перешкоджала вивченню вищої математики та фізики, тому вона перейшла до Пенсильванського університету, де дівчина зіткнулася з аналогічною опозицією, поки не звернулася до президента університету. Після отримання ступеня бакалавра з фізики вона працювала асистентом-фізиком.

## Кар'єра
У 2015 році Фавлер працювала розробником в фінансових технологій компанії Plaid, пізніше — DevOps-інженером в компанії PubNub до приходу в транспортну компанію Uber в листопаді 2015 року.

### Uber
У лютому 2017 року Фавлер написала у своєму блозі про сексуальні домагання в компанії, в результаті чого було звільнено його генерального директора Тревіса Каланика та технологічних інвесторів Дейва МакКлюр і Джастіна Калдбек.. Посада Сьюзан окреслила ворожу культуру праці до працівників жіночої статі Uber. Вона розповіла, як HRи компанії відмовилися покарати її колишнього менеджера, який запропонував їй секс, опираючись на його продуктивність. Цю історію поширили 22 000 разів у Твіттері. Роль Фавлера у зміні Ubera зробила її знаменитістю. ЇЇ історія лягла в основу книжок та голлівудських фільмів і зараз вона продовжує працювати над законодавством та захистом прав на робочому місці для жінок. У серпні 2017 року вона звернулася до Верховного суду США з проханням розглянути її справу у вирішенні питання про те, чи можуть працівники втратити права на колективну судову справу у своїх трудових договорах. Vanity Fair вніс її до списку провідних бізнес- та культурних лідерів 2017 року.
Фавлер була однією з п'яти жінок, які потрапили на обкладинку журналу «Тайм. Людина року» за 2017 рік, в якості представника «The Silence Breakers», за повідомлення про сексуальні домагання, які вона зазнала в Uber. Також її назвали «Фінансовою людиною року» британської ділової газети Файненшл таймс.

### Журналістика
У квітні 2017 року Сьюзан приєдналася до компанії Stripe як головний редактор нового щоквартального видання під назвою Інкремент. Також вона заснувала науковий книжковий клуб, написала книгу про мікросервіси, а в 2017 році вийшла заміж за Чада Ригетті .
У липні 2018 року Фавлер найняла газета «The New York Times». Зараз вона перебуває в Сан-Франциско.